# Boreonykus
Boreonykus (il cui nome significa "artiglio del Nord") è un genere estinto di dinosauro dromeosauride vissuto nel Cretaceo superiore, circa 73 milioni di anni fa, in Canada. L'unica specie ascritta a questo genere è B. certekorum.

## Descrizione
Il Boreonykus era un dinosauro relativamente piccolo lungo circa 2 metri. A livello delle anche, l'animale era alto circa 0,80 centimetri, più o meno l'altezza di un terrier.
Come tutti i componenti della famiglia dei dromaeosauridae, il Boreonykus possedeva un lungo artiglio ricurvo sul secondo dito di ciascun piede. È inoltre probabile che come quasi tutti dromaeosauridi anche il Boreonykus possedesse uno strato di piume o protopiume, come i moderni uccelli, utili ad un animale che viveva in ambiente dal clima rigido e freddo.
L'unica autapomorfia che ha permesso di distinguere l'animale dal genere affine Saurornitholestes, sono le piccole creste che si affacciano sulle facciate delle depressioni intorno alle fenestrae sovratemporale, che formano un angolo acuto di 55°, puntando verso la parte posteriore.

## Classificazione
Il Boreonykus è stato classificato come un dromaeosauridae, collocato provvisoriamente nella sottofamiglia dei velociraptorinae. Tale classificazione è stata effettuata solo per provincialismo faunistico.

## Storia della scoperta
Fin dagli anni ottanta i paleontologi hanno trovato resti frammentari sparsi di dromaeosauride presso il sito di Pipestone Creek, in Alberta, un importante sito di scavo da cui sono state rinvenuti i resti di almeno ventisette individui del ceratopside Pachyrhinosaurus lakustai. Inizialmente si pensava che questi resti appartenessero ad una nuova specie di Saurornitholestes sp.
La specie tipo, Boreonykus certekorum, è stata nominata e descritta da Phil Bell e Philip John Currie, nel 2015. Il nome generico, Boreonychus, deriva dal greco antico e significa "artiglio del Nord". Il termine "onykus" si riferisce al fatto che inizialmente l'animale era stato identificato un'alvarezsauridae, dal momento tale suffisso viene usato per questo genere di dinosauro. Il nome specifico, certekorum, onora la Certek Heating Solutions, una società che opera nel settore petrolifero, e che ha fornito sostegni finanziari per gli scavi.
L'olotipo, TMP 1989.055.0047, di Boreonykus è stato ritrovato all'interno della Formazione Wapiti, nel centro di Alberta, risalente al Campaniano, circa 73 milioni di anni fa. L'olotipo si compone di un osso frontale e 14 denti. Altri fossili ritrovati negli stessi luoghi hanno dato alla luce altro materiale, come: il campione TMP 1988.055.0129, composto da una vertebra caudale posteriore; UALVP 53597, un artiglio del secondo dito e il campione TMP 1986.055.0184.1, un artiglio a falce del piede.